# Else Holmelund Minarik
Else Holmelund Minarik (* 13. September 1920 in Fredericia, Dänemark; † 12. Juli 2012 in Sunset Beach, North Carolina) war eine dänisch-US-amerikanische Kinderbuchautorin. Ihre Kinderbuchreihe Der kleine Bär (engl. Little Bear) fand große Verbreitung und wurde auch als Zeichentrick-Fernsehserie verfilmt.

## Biographie
Else Holmelund Minarik wurde in Dänemark geboren und wanderte im Alter von vier Jahren gemeinsam mit ihren Eltern in die USA aus. 1940 heiratete sie Walter Minarik († 1963). Nach ihrem Studium der Psychologie und Kunst am Queens College, City University of New York arbeitete sie während des Zweiten Weltkriegs als Journalistin für die Zeitung Daily Sentinel in Rome. Anschließend übersiedelte sie nach Long Island, wo sie als Lehrerin für Grundschüler am Commack School District unterrichtete. Ihr 1. Buch Der kleine Bär schrieb sie für ihre Tochter Brooke und setzte es anschließend auch im Unterricht mit ihren Schülern ein. Minarik lebte später in Nottingham (New Hampshire) und war seit 1970 in 2. Ehe mit dem Pulitzer-Preisträger Homer Bigart verheiratet. Nach dessen Tod im Jahr 1991 ließ sie sich in Sunset Beach North Carolina nieder, wo sie noch lange schriftstellerisch tätig blieb und hochbetagt an den Folgen eines Herzinfarktes starb.

## Publikationen (Auswahl)
- Little Bear. (Der kleine Bär) – Kinderbuchserie; mit Ausnahme des letzten Bandes von Maurice Sendak illustriert.

1. Little Bear. 1957. (Der kleine Bär)
2. A Present for Mother Bear. 1958.
3. Father Bear Comes Home. 1959. (deutsche Übersetzung: Vater Bär kommt heim. 1961. Neuauflage 2014 als Vater Bär ist wieder da.)
4. Little Bear's Friend. 1960. (Der kleine Bär und seine Freundin. 1962. (2014, ISBN 978-3-8449-0937-1))
5. Little Bear's Visit. 1961. (Der kleine Bär auf Besuch. Neuauflage 2014 als Besuch vom kleinen Bären.)
6. A Kiss for Little Bear. 1968. (deutsche Übersetzung: Ein Kuss für den kleinen Bären. 1974, ISBN 3-7941-0264-9)
7. Little Bear and the Marco Polo. 2010. (illustriert von Dorothy Doubleday)

- No Fighting, No Biting! 1958. (illustriert von Maurice Sendak)
- The Little Giant Girl and Elf Boy. 1963. (illustriert von Garth Williams)
- Cat and Dog. (illustriert von Fritz Siebel)
- Percy and the Five Houses. 1989. (illustriert von James Stevenson)